# EMC (motorfiets)

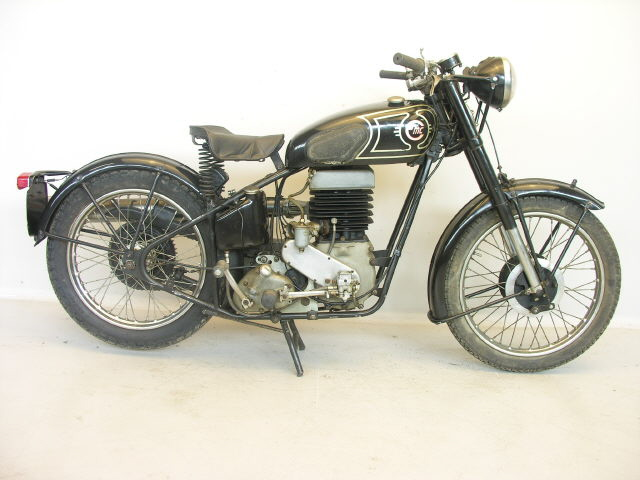
EMC 350 cc Twin uit 1947

EMC is een Brits historisch merk van motorfietsen.
De bedrijfsnaam was: Ehrlich Motorcycle Company Ltd., London.
EMC was het merk van de Oostenrijkse immigrant Josef ("Joe") Ehrlich. Deze had al voor de Tweede Wereldoorlog een 350cc-dubbelzuiger-tweetakt gebouwd, maar omdat de Engelse merken hun dealers verboden de machines te verkopen ondervond hij veel tegenslag.
Ehrlich bouwde vanaf 1946 350cc-dubbelzuiger-tweetakten, maar al snel ging hij experimenteren met 250- en 350cc-wegracemotoren, die behoorlijk succesvol waren. In 1948 leverde hij al een 350cc-toermachine die 130 km/uur haalde, indertijd een bijzondere prestatie voor een tweetakt. In 1952 kwam er naast 350 cc-modellen ook een 125cc-tweecilinder en een 125cc-toermachine met JAP-motorblok. Deze ging echter nooit in productie omdat Ehrlich failliet ging.
Vanaf dat jaar kwamen er desondanks ook 250cc-EMC-Puchs en een 125 cc EMC-Puch wegracer. Omdat de verkoop slecht liep ging Ehrlich in 1953 voor de autofabriek Austin werken. In 1958 ging hij over naar De Haviland en ontwikkelde daar weer 125cc-racemotoren die onder de naam EMC in races verschenen.
Bekende coureurs als Phil Read, Mike Hailwood en Paddy Driver haalden er grote successen mee. De Haviland had echter niet veel interesse in tweewielers en in 1968 verliet Ehrlich ook dit bedrijf om zich op de formule 3 autoraces te storten.
In 1972 kwam er echter toch weer een motorfiets, een driecilinder tweetakt van 650 cc die 102 pk leverde. Het motorblok werd later in de Verenigde Staten in sneeuwscooters toegepast. Na een periode bij Waddon ging Ehrlich in 1982 weer onder zijn eigen merknaam EMC verder. Zijn machines kwamen tot aan het begin van de jaren negentig in races uit.